# Prorocorys admirabilis
Prorocorys admirabilis är en fjärilsart som beskrevs av W. Warren 1903. Prorocorys admirabilis ingår i släktet Prorocorys och familjen mätare. Inga underarter finns listade i Catalogue of Life.